# Medalistki mistrzostw Polski seniorów w biegu na 3000 metrów z przeszkodami
Medalistki mistrzostw Polski seniorów w biegu na 3000 metrów z przeszkodami – zdobywczynie medali seniorskich mistrzostw Polski w konkurencji biegu na 3000 metrów z przeszkodami.
Bieg na 3000 metrów z przeszkodami kobiet jest rozgrywany na mistrzostwach kraju od mistrzostw w 1999. Początkowo odbywał się w ramach odrębnych zawodów, a dopiero od 2002 jako konkurencja zasadniczych mistrzostw Polski. Pierwszą w historii mistrzynią Polski została zawodniczka Znicza Biłgoraj Justyna Bąk, która uzyskała wynik 9:58,77.
Najwięcej medali mistrzostw Polski (czternaście) zdobyła Katarzyna Kowalska, która również zdobyła najwięcej złotych (jedenaście).
Aktualny rekord mistrzostw Polski seniorów w biegu na 3000 metrów z przeszkodami wynosi 9:25,98 i został ustanowiony przez Anetę Konieczek podczas mistrzostw w 2021 w Poznaniu.

## Medalistki
| NR – rekord kraju \| PB – rekord życiowy \| SB – najlepszy wynik w sezonie \| NL – najlepszy wynik w polskich tabelach w sezonie |

| Mistrzostwa              | 1. miejsce                              | Rezultat   | 2. miejsce                                     | Rezultat    | 3. miejsce                                 | Rezultat    |
| 1922-1998                | nie rozgrywano                          |            |                                                |             |                                            |             |
| Białystok 1999           | Justyna Bąk Znicz Biłgoraj              | 9:58,77    | Wioletta Frankiewicz AZS-AWF Kraków            | 10:18,10    | Małgorzata Jamróz Eris Piaseczno           | 10:25,73    |
| Poznań 2000              | Małgorzata Jamróz KS Piaseczno          | 10:33,84   | Julia Budniak AZS-AWF Wrocław                  | 10:52,94    | Magdalena Stanny AZS Poznań                | 11:04,01    |
| Bielsko-Biała 2001       | Patrycja Włodarczyk AZS-AWF Wrocław     | 10:21,22   | Edyta Lewandowska RKS Łódź                     | 10:33,34    | Julia Budniak AZS-AWF Wrocław              | 10:42,58    |
| Szczecin 2002            | Julia Budniak AZS-AWF Wrocław           | 10:05,16   | Patrycja Włodarczyk AZS-AWF Wrocław            | 10:18,58    | Edyta Lewandowska RKS Łódź                 | 10:24,13    |
| Bielsko-Biała 2003       | Patrycja Włodarczyk AZS-AWF Wrocław     | 10:02,67   | Julia Budniak AZS-AWF Wrocław                  | 10:10,60    | Edyta Lewandowska RKS Łódź                 | 10:13,03    |
| Bydgoszcz 2004           | Justyna Bąk NKS Namysłów                | 9:55,59    | Julia Budniak AZS-AWF Wrocław                  | 10:13,23    | Urszula Nęcka Płomień Sosnowiec            | 10:31,16    |
| Biała Podlaska 2005      | Katarzyna Kowalska Vectra Włocławek     | 10:11,07   | Anna Kądziela Ostrovia Ostrowiec Św.           | 10:19,87    | Agata Dróżdż Juventa Starachowice          | 10:25,38    |
| Bydgoszcz 2006           | Wioletta Janowska AZS-AWF Kraków        | 9:35,44    | Katarzyna Kowalska Vectra Włocławek            | 9:58,26     | Agata Dróżdż Juventa Starachowice          | 10:20,74    |
| Poznań 2007              | Katarzyna Kowalska Vectra Włocławek     | 9:47,11    | Iwona Lewandowska Vectra Włocławek             | 10:10,01    | Agata Dróżdż Juventa Starachowice          | 10:11,00    |
| Szczecin 2008            | Katarzyna Kowalska Vectra Włocławek     | 9:53,93    | Justyna Korytkowska Prefbet Śniadowo Łomża     | 10:24,51    | Iwona Lewandowska Vectra Włocławek         | 10:26,80    |
| Bydgoszcz 2009           | Katarzyna Kowalska Vectra-DGS Włocławek | 9:49,06    | Agnieszka Pietsch-Fulbiszewska AZS-AWF Wrocław | 10:10,59    | Justyna Korytkowska Prefbet Śniadowo Łomża | 10:32,78    |
| Bielsko-Biała 2010       | Katarzyna Kowalska Vectra-DGS Włocławek | 10:03,71   | Agnieszka Pietsch-Fulbiszewska AZS-AWF Wrocław | 10:10,28    | Anna Wojna ULKS Lipinki                    | 10:13,37    |
| Bydgoszcz 2011           | Katarzyna Kowalska Vectra-DGS Włocławek | 9:44,21    | Justyna Korytkowska Prefbet Śniadowo Łomża     | 9:45,24     | Urszula Nęcka Płomień Sosnowiec            | 9:50,43     |
| Bielsko-Biała 2012       | Katarzyna Kowalska Vectra-DGS Włocławek | 9:49,34    | Matylda Szlęzak AZS-AWF Kraków                 | 10:00,33    | Antonina Behnke Barnim Goleniów            | 10:09,00    |
| Toruń 2013               | Katarzyna Kowalska Vectra Włocławek     | 10:00,34   | Matylda Szlęzak AZS-AWF Kraków                 | 10:06,75    | Urszula Nęcka Płomień Sosnowiec            | 10:12,95 SB |
| Szczecin 2014            | Katarzyna Kowalska Vectra Włocławek     | 9:51,84    | Matylda Kowal Resovia Rzeszów                  | 9:54,89     | Justyna Korytkowska Prefbet Śniadowo Łomża | 9:55,77 SB  |
| Kraków 2015              | Katarzyna Kowalska Vectra Włocławek     | 9:55,39    | Matylda Kowal Resovia Rzeszów                  | 10:10,63    | Mariola Ślusarczyk Victoria Józefów        | 10:18,87    |
| Bydgoszcz 2016           | Katarzyna Kowalska Vectra Włocławek     | 10:06,09   | Matylda Kowal Resovia Rzeszów                  | 10:06,28    | Mariola Ślusarczyk Victoria Józefów        | 10:17,37    |
| Białystok 2017           | Matylda Kowal Resovia Rzeszów           | 10:04,12   | Katarzyna Kowalska Vectra Włocławek            | 10:05,32    | Mariola Ślusarczyk Barnim Goleniów         | 10:17,20    |
| Lublin 2018              | Matylda Kowal Resovia Rzeszów           | 9:53,18    | Alicja Konieczek Nadodrze Powodowo             | 9:53,27     | Katarzyna Kowalska Vectra Włocławek        | 10:12,10    |
| Radom 2019               | Mariola Ślusarczyk Barnim Goleniów      | 10:10,60   | Alicja Konieczek OŚ AZS Poznań                 | 10:11,37    | Patrycja Kapała AZS-AWF Katowice           | 10:27,23    |
| Włocławek 2020           | Matylda Kowal Resovia Rzeszów           | 9:57,16 SB | Mariola Ślusarczyk Barnim Goleniów             | 10:06,56 SB | Patrycja Kapała AZS-AWF Katowice           | 10:11,51 SB |
| Poznań 2021              | Aneta Konieczek Nadodrze Powodowo       | 9:25,98 PB | Alicja Konieczek OŚ AZS Poznań                 | 9:27,79 PB  | Kinga Królik UKS Azymut Pabianice          | 9:41,80 PB  |
| Suwałki 2022             | Kinga Królik UKS Azymut Pabianice       | 9:47,84    | Patrycja Kapała AZS-AWF Katowice               | 9:48,49 PB  | Alicja Konieczek OŚ AZS Poznań             | 9:49,10     |
| Gorzów Wielkopolski 2023 | Aneta Konieczek Nadodrze Powodowo       | 9:30,62 SB | Kinga Królik UKS Azymut Pabianice              | 9:31,84 SB  | Alicja Konieczek OŚ AZS Poznań             | 9:36,60     |
| Bydgoszcz 2024           | Alicja Konieczek OŚ AZS Poznań          | 9:32,08    | Aneta Konieczek WMLKS Nadodrze Powodowo        | 9:32,36 SB  | Patrycja Kapała AZS UMCS Lublin            | 9:42,09 PB  |

## Klasyfikacja medalowa
W historii mistrzostw Polski seniorów na podium tej imprezy stanęły w sumie 22 biegaczki. Najwięcej medali – 14 – wywalczyła Katarzyna Kowalska, która również zdobyła najwięcej złotych (11). W tabeli kolorem wyróżniono zawodniczki, którzy wciąż są czynnymi lekkoatletkami.
| Lp. | Zawodniczka                    | Złoto | Srebro | Brąz | Razem |
| 1.  | Katarzyna Kowalska             | 11    | 2      | 1    | 14    |
| 2.  | Matylda Kowal                  | 3     | 5      | 0    | 8     |
| 3.  | Aneta Konieczek                | 2     | 1      | 0    | 3     |
| 3.  | Patrycja Włodarczyk            | 2     | 1      | 0    | 3     |
| 5.  | Justyna Bąk                    | 2     | 0      | 0    | 2     |
| 6.  | Julia Budniak                  | 1     | 3      | 1    | 5     |
| 6.  | Alicja Konieczek               | 1     | 3      | 1    | 5     |
| 8.  | Mariola Ślusarczyk             | 1     | 1      | 3    | 5     |
| 9.  | Kinga Królik                   | 1     | 1      | 1    | 3     |
| 10. | Wioletta Frankiewicz           | 1     | 1      | 0    | 2     |
| 11. | Małgorzata Jamróz              | 1     | 0      | 1    | 2     |
| 12. | Justyna Korytkowska            | 0     | 2      | 2    | 4     |
| 13. | Agnieszka Pietsch-Fulbiszewska | 0     | 2      | 0    | 2     |
| 14. | Patrycja Kapała                | 0     | 1      | 3    | 4     |
| 15. | Edyta Lewandowska              | 0     | 1      | 2    | 3     |
| 16. | Iwona Lewandowska              | 0     | 1      | 1    | 2     |
| 17. | Anna Kądziela                  | 0     | 1      | 0    | 1     |
| 18. | Agata Dróżdż                   | 0     | 0      | 3    | 3     |
| 18. | Urszula Nęcka                  | 0     | 0      | 3    | 3     |
| 20. | Antonina Behnke                | 0     | 0      | 1    | 1     |
| 20. | Magdalena Stanny               | 0     | 0      | 1    | 1     |
| 20. | Anna Wojna                     | 0     | 0      | 1    | 1     |

## Zmiany nazwisk
Niektóre zawodniczki w trakcie kariery lekkoatletycznej zmieniały nazwiska. Poniżej podane są najpierw nazwiska panieńskie, a następnie po mężu:
Wioletta Frankiewicz → Wioletta Janowska → Wioletta Frankiewicz
Matylda Szlęzak → Matylda Kowal
Iwona Lewandowska → Iwona Bernardelli